# (36760) 2000 RS76
2000 RS76 (asteroide 36760) é um asteroide da cintura principal. Possui uma excentricidade de 0.12540720 e uma inclinação de 3.04087º.
Este asteroide foi descoberto no dia 4 de setembro de 2000 por LINEAR em Socorro.